# Серкебаев, Мурат Бекмухамедович
Мурат Бекмухамедович Серкебаев (каз. Мұрат Бекмұхамедұлы Серкебаев; 13 сентября 1940, Алма-Ата, КазССР, СССР) — советский и казахский скрипач, дирижёр, композитор, музыкальный педагог. Народный артист Казахской ССР (1991).

## Биография
Родился 13 сентября 1940 года в Алматы. Происходит из рода тарышы племени керей Среднего жуза.
В 1959 году окончил Алма-Атинское музыкальное училище, в 1968 году Алма-Атинскую государственную консерваторию, в 1973 году аспирантуру консерватории (класс В. С. Хесста).
С 1959 по 1965 год — скрипач эстрадно-симфонического оркестра Казахского телевидения и радио.
С 1968 по 1970 год — скрипач Казахского оркестра камерного телевидения и радио.
С 1976 по 1996 год — директор Казахского оркестра камерного телевидения и радио.
С 1998 года — худ. руководитель и главный дирижер концертного оркестра акима города Алматы.
Занимался педагогической деятельностью в Алматинском музыкальном училище (1968—1973 годы) и бывшей Алматинской государственной консерватории (1973—1978 годы).

### Семья
- Отец — Бекмухамед Хусаинович Серкебаев (1896—1976) (по национальности казах), педагог, писатель, поэт, драматург, один из первых членов Союза писателей Казахстана. Был членом партии «Алаш», работал инспектором народного образования, преподавал казахский язык и литературу в техникуме, затем в государственном педагогическом институте.
- Мать — Зылиха Сабировна Серкебаева (1906—1997) (по национальности татарка), учительница начальных классов.
- Брат — Серкебаев, Ермек Бекмухамедович (1926—2013), оперный певец, Народный артист СССР. Герой Социалистического Труда[4].
- Дочь — Жамиля Муратовна Серкебаева (г.р. 1970), скрипачка. Заслуженный деятель Республики Казахстан.

## Творчество
Внес вклад в пропаганду музыкальных произведений казахских композиторов, а также русских и зарубежных классических произведений.
Произведения: «Айнамкоз» поэма (1983), песни-романсы «Аққуым-әнім» (1984), «Дала келбеті» (1985), «Элегия» (1986), «Рапсодия» (1987), «Туған жер туралы ән» (1989) и мн. музыкальные произведения для оркестра.

## Награды
- Заслуженный артист Казахской ССР;
- Народный артист Казахской ССР (26 ноября 1991 года) — за заслуги в развитии и пропаганде музыкального искусства и высокое исполнительское мастерство.;
- Орден «Курмет» (Указ президента РК от 3 декабря 2020 года);[6]